# Paul Delvaux

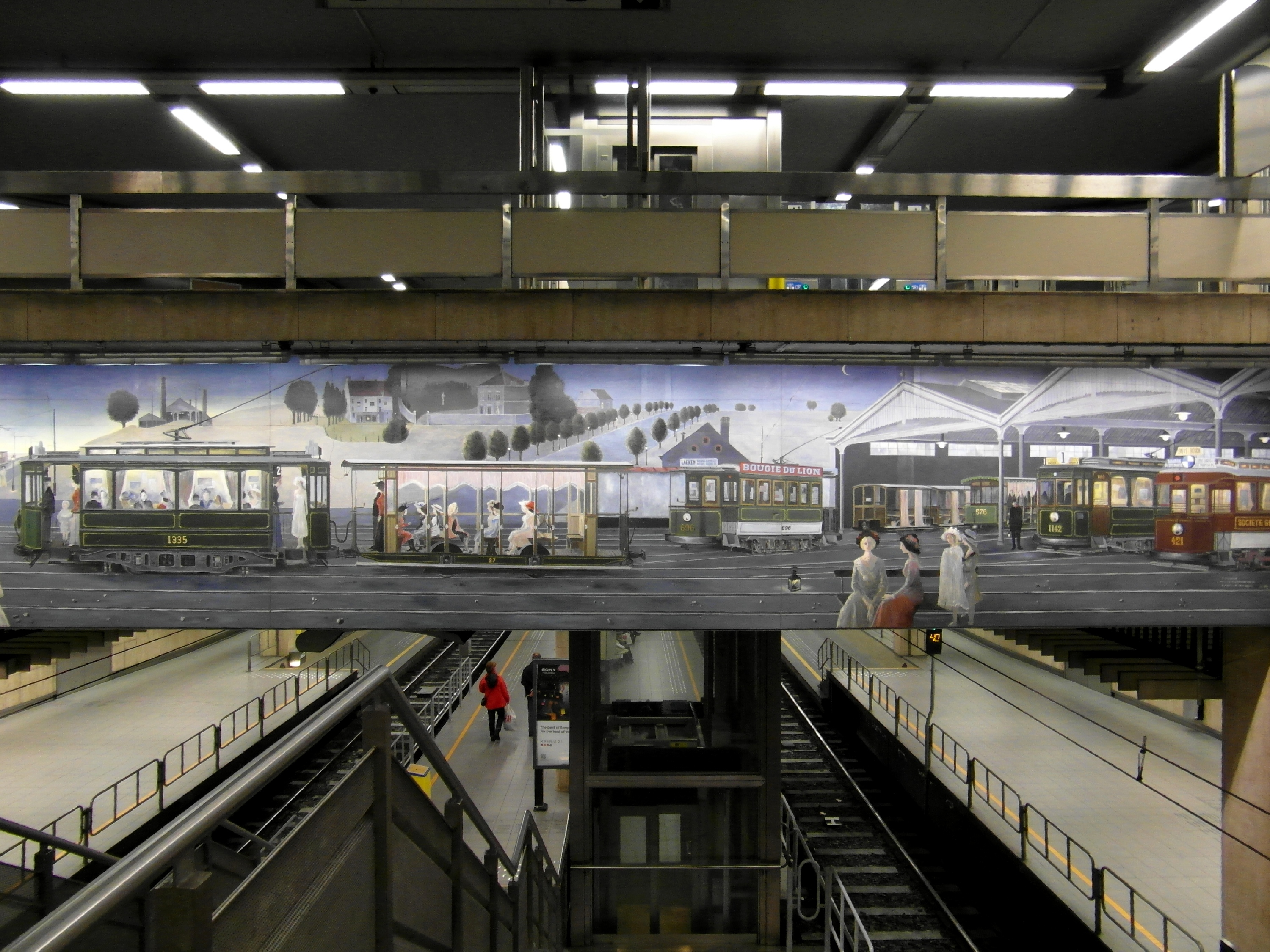
P'aul Delvaux, nástěnná malba v bruselském metru

Paul Delvaux [pól delvó] (23. září 1897, Antheit – 20. červenec 1994, Veurne) byl belgický malíř.
Jako chlapec si oblíbil knihy Julese Vernea a antickou mytologii. Jeho první obrázky byly právě na tato témata.
Chtěl studovat umění, ale rodiče byli proti. Začal tedy na bruselské Académie royale des Beaux-arts studovat architekturu. Ve svém volném čase však nadále maloval, zejména krajiny.
V roce 1925 uspořádal v galerii Breckpot svoji první samostatnou výstavu.
Maloval zpočátku v linii impresionismu, expresionismu, aby se nakonec vydal směrem surrealistickým. Typický pro něj se stal silný erotický náboj.
V letech 1950 až 1962 Delvaux učil na bruselské École Nationale Superieure d’Art et d’Architecture. Roku 1965 se stal ředitelem Académie royale des Beaux-arts v Bruselu.